# Ichthyodes bisignifera
Ichthyodes bisignifera là một loài bọ cánh cứng trong họ Cerambycidae.